# Softporn Adventure
Softporn Adventure è un'avventura testuale orientata a un pubblico adulto e sviluppata da Sierra On-Line per Apple II nel 1981. Il gioco venne creato da Chuck Benton e fu l'unico videogioco testuale pubblicato da Sierra. Nel 1991 Gary Thompson ne ha effettuato il porting per sistemi MS-DOS e in seguito è stato convertito in Z-code per poterlo utilizzare su una Z-machine, una macchina disponibile per praticamente ogni piattaforma.
Il giocatore interpreta un personaggio che deve ottenere da altri personaggi una serie di oggetti per conquistare le donne che incontra.
Alcuni anni dopo il gioco ispirò la realizzazione della serie Leisure Suit Larry, una serie di avventure grafiche per adulti. Il primo episodio della serie, Leisure Suit Larry in the Land of the Lounge Lizards (1987), era quasi un adattamento grafico di Softporn Adventure.
La copertina del numero di TIME che parlava della storia dei videogiochi inquadra una copia di Softporn Adventure.

## Copertina
La copertina di Softporn include un'immagine di Roberta Williams in una vasca da bagno, insieme ad altre due donne e un cameriere. Quando il gioco venne incluso in una raccolta di videogiochi di Larry l'immagine della copertina venne alterata e il volto di Al Lowe venne sostituito a quello della Williams.